# روني جيمس ديو
رونالد جيمس بادافونا (10 يوليو 1942 - 16 مايو 2010)، المعروف مهنيًا باسم روني جيمس ديو (بالإنجليزية:  Ronnie James Dio)‏ أو ببساطة Dio؛ هو مغني أمريكي وكاتب أغاني وموسيقي. تولى وأسس العديد من المجموعات الموسيقية مثل بلاك سابث، Rainbow ، Dio ، Elf و Heaven & Hell. وكان معروفًا بكلماته التي ترجع إلى العصور الوسطى. يعود لديو الفضل في شهرة «قرون الميتال» وكان مغني روك وتحديدا الهيفي ميتال.

## السنوات الأولى، والتدريب الموسيقي
ولد رونالد جيمس «ديو» بادافونا في بورتسموث، نيو هامبشاير، لأبوين أميركيين إيطاليين من كورتلاند ، نيويورك. استمع ديو إلى قدر كبير من الأوبرا أثناء نشأته، وتأثر بصوت ماريو لانزا. كان أول تدريب له في الخامسة على البوق، شارك ديو في الفرقة المدرسية الثانوية.

## مهنة

### قوس قزح

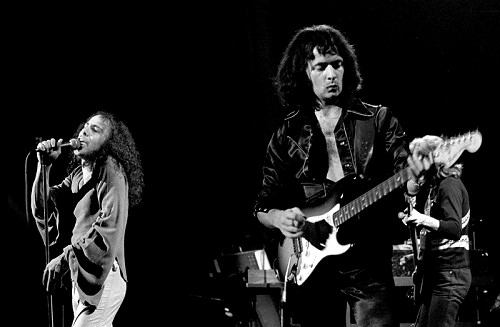
ديو و ريتشي بلاكمور أداء مع قوس قزح

انضم ديو إلى فرقة rainbow كمغني في منتصف السبعينات، وكان يخطط لتركها بسبب الخلافات الإبداعية حول اتجاه الفرقة الجديد.

### بلاك سابث
غادر ديو قوس قزح في عام 1979 ونضم إلى بلاك سابث، وحل محل اوزي اوزبورن. وكان أول ألبوم معهم heaven and hell وفي وقت لاحق غادر ديو وVinny Appice الفرقة.

### ديو
شكل ديو وأبييس فرقة «Dio» في عام 1982 .عزف فيفيان كامبل القيثارة وجيمي بين غيتار البيس، وكان أول ألبوم لهم " holy diver " ويعتبر من انجح ألبوماتهم.

### Heaven & Hell
الفرقة عبارة عن تعاون يضم أعضاء مؤسسي بلاك سابث Tony Iommi وGeezer Butle مع الاعضاء السابقين ديو وأبييس.

## الحياة الشخصية
تزوج ديو زوجته الأولى، لوريتا بيراردي وانجب منها دان بادافونا.
بعد الطلاق من بيراردي، تزوج ويندي جاكسيولا.

### المرض والموت
في عام 2009، تم تشخيص إصابة ديو بسرطان المعدة.
وذكر بيان صادر عن زوجة ديو أن ديو توفي في الساعة 7:45 صباحا (CDT) في 16 مايو 2010، من سرطان المعدة المنتشر، وفقا لمصادر رسمية.

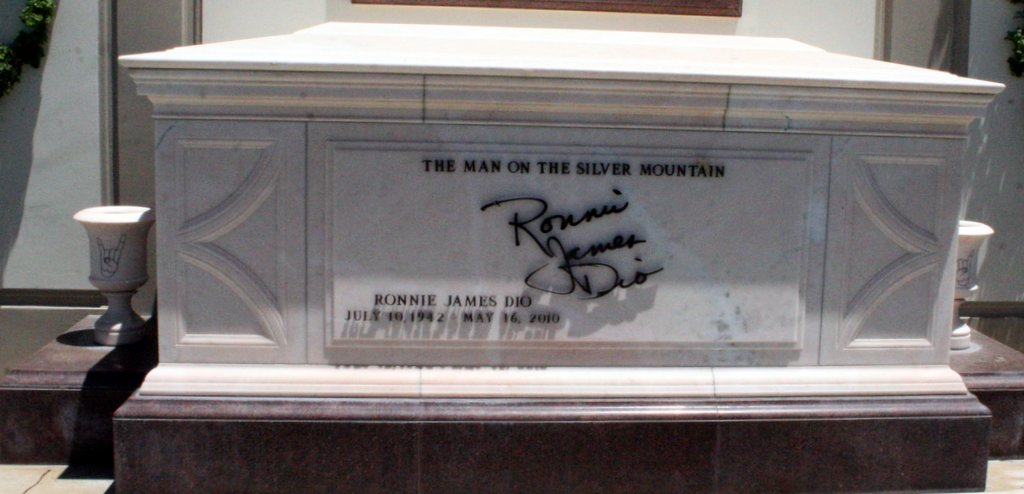
قبر ديو

## تراث
تم بناء نصب تذكاري لديو في كافارنا، بلغاريا تكريما له.

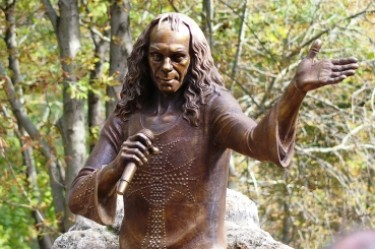
تمثال ديو

في 6 أغسطس 2016 بإدارة ارملته ويندي وEyellusion تم إنشاء صورة ثلاثية الأبعاد (hologram) لجولة عالمية، والتي بدأت في 6 ديسمبر 2017 ومن المتوقع أن تستمر.

## وصلات خارجية
- روني جيمس ديو على موقع IMDb (الإنجليزية)
- روني جيمس ديو على موقع ميوزك برينز (الإنجليزية)
- روني جيمس ديو على موقع رولينغ ستون (الإنجليزية)
- روني جيمس ديو على موقع إن إن دي بي (الإنجليزية)
- روني جيمس ديو على موقع أول ميوزيك (الإنجليزية)
- روني جيمس ديو على موقع ديسكوغز (الإنجليزية)
- روني جيمس ديو على موقع ديسكوغز (الإنجليزية)
- روني جيمس ديو على موقع قاعدة بيانات الفيلم (الإنجليزية)